# تشنغ جون
تشنغ جون (بالصينية: 郑钧) هو مغني صيني وكاتب أغاني موسيقى الروك.

## نبذة
في الأصل هو من شيان، التحق بمعهد هانغتشو للهندسة الكهربائية (أعيدت تسميته بجامعة هانغتشو ديانزي). صدر ألبومه الأول Naked (赤裸裸) من قبل ريد ستار للإنتاج في عام 1994، وحقق نجاحًا فوريًا. أتبعه بألبوم Third Eye بعد ثلاث سنوات وBloom بعد ذلك بعامين.
في عام 2016، صدر فيلم الرسوم المتحركة الصيني الأمريكي ثلاثي الأبعاد كلب الروك في الصين في 8 يوليو من قبل الموزع هواي براذرز. الفيلم مأخوذ عن مانجا تشنغ التبت كلب الروك. يعمل تشنغ أيضًا كأحد المنتجين في الفيلم.

## روابط خارجية
- تشنغ جون على موقع IMDb (الإنجليزية)
- تشنغ جون على موقع ميوزك برينز (الإنجليزية)
- تشنغ جون على موقع ديسكوغز (الإنجليزية)